# Military patrol az 1936. évi téli olimpiai játékokon
Az 1936. évi téli olimpiai játékokon a military patrol versenyszámát február 14-én rendezték. A sportág bemutatóként szerepelt a programban. Az aranyérmet az olasz csapat nyerte. Magyar csapat nem vett részt a versenyen.

## Részt vevő nemzetek
- Ausztria (AUT)
- Csehszlovákia (TCH)
- Finnország (FIN)
- Franciaország (FRA)
- Lengyelország (POL)
- Norvégia (NOR)
- Olaszország (ITA)
- Svájc (SUI)
- Svédország (SWE)

## Éremtáblázat
(Az egyes számoszlopok legmagasabb értéke, vagy értékei vastagítással kiemelve.)
| Az 1936. évi téli olimpiai játékok éremtáblázata military patrolban | Az 1936. évi téli olimpiai játékok éremtáblázata military patrolban | Az 1936. évi téli olimpiai játékok éremtáblázata military patrolban | Az 1936. évi téli olimpiai játékok éremtáblázata military patrolban | Az 1936. évi téli olimpiai játékok éremtáblázata military patrolban | Olimpia  |
|                                                                     | Nemzet                                                              | Arany                                                               | Ezüst                                                               | Bronz                                                               | Összesen |
| 1.                                                                  | Olaszország (ITA)                                                   | 1                                                                   | 0                                                                   | 0                                                                   | 1        |
|                                                                     |                                                                     |                                                                     |                                                                     |                                                                     |          |
| 2.                                                                  | Finnország (FIN)                                                    | 0                                                                   | 1                                                                   | 0                                                                   | 1        |
|                                                                     |                                                                     |                                                                     |                                                                     |                                                                     |          |
| 3.                                                                  | Svédország (SWE)                                                    | 0                                                                   | 0                                                                   | 1                                                                   | 1        |
|                                                                     |                                                                     |                                                                     |                                                                     |                                                                     |          |
| Összesen                                                            | Összesen                                                            | 1                                                                   | 1                                                                   | 1                                                                   | 3        |

## Végeredmény
| Helyezés | Csapat                                                                                       | Idő     |
| -------- | -------------------------------------------------------------------------------------------- | ------- |
| Arany    | Olaszország (ITA) · Enrico Silvestri · Luigi Perenni · Stefano Sertorelli · Sisto Scilligo   | 2:28:35 |
| Ezüst    | Finnország (FIN) · Eino Kuvaja · Olli Remes · Kalle Arantola · Olli Huttunen                 | 2:28:49 |
| Bronz    | Svédország (SWE) · Gunnar Wåhlberg · Seth Olofsson · Ragnar Wiksten · John Westberg          | 2:35:24 |
| 4.       | Ausztria (AUT) · Albert Bach · Edwin Hartmann · Franz Hiermann · Eugen Tschurtschentaler     | 2:36:19 |
| 5.       | Németország (GER) · Herbert Leupold · Johann Hieble · Hermann Lochbühler · Michael Kirchmann | 2:36:24 |
| 6.       | Franciaország (FRA) · Jacques Faure · Marcel Cohendoz · Eugène Sibué · Jean Morand           | 2:40:55 |
| 7.       | Svájc (SUI) · Arnold Käch · Josef Jauch · Eduard Waser · Josef Lindauer                      | 2:43:39 |
| 8.       | Csehszlovákia (TCH) · Karel Šteiner · Josef Mateásko · Bohuslav Musil · Bohumil Kosour       | 2:50:08 |
| 9.       | Lengyelország (POL) · Władysław Żytkowicz · Jan Pydych · Józef Zubek · Adam Rzepka           | 2:52:27 |